# Уткін Федір Григорович
Федір Григорович Уткін (1911, село Попельне Харківської губернії, тепер зняте із обліку село Великобурлуцького району Харківської області — ?) — український радянський діяч, заступник голови Волинського облвиконкому, голова Луцького міськвиконкому.

## Біографія
Народився у родині селянина-бідняка. З 12 років почав працювати наймитом у заможних селян.
З 1927 по 1933 рік працював на різних промислових підприємствах і будівництвах чорноробом, потім — майстром ковальського цеху Харківського тракторного заводу. Член ВКП(б).
У 1937—1938 роках — секретар Харківського обласного комітету ЛКСМУ. У 1938 році — інструктор із пропаганди Харківського обласного комітету КП(б)У.
У 1939—1941 роках — студент Промислової академії. У 1941 році — начальник відділу Харківського обласного територіального управління державних матеріальних резервів.
З листопада 1941 року по листопад 1943 року працював у системі державних резервів у Сталінграді, Краснодарі, на Уралі. Був начальник відділу Південно-Уральського управління державних матеріальних резервів при РНК СРСР.
У 1945—1948 роках — голова виконавчого комітету Ковельської міської ради депутатів трудящих Волинської області.
У 1948—1949 роках — заступник голови виконавчого комітету Волинської обласної ради депутатів трудящих.
У вересні 1949 — серпні 1952 року — слухач Київської Вищої партійної школи при ЦК КП(б)У.
18 серпня 1952 — березень 1953 р. — голова виконавчого комітету Луцької міської ради депутатів трудящих Волинської області.

## Нагороди
- орден «Знак Пошани» (23.01.1948)
- медаль «За оборону Кавказу»
- медаль «За перемогу над Німеччиною у Великій Вітчизняній війні 1941—1945 pp.»
- медаль «За доблесну працю у Великій Вітчизняній війні 1941—1945 pp.»
- медалі